# Erastus
Erastus is een geslacht van Phasmatodea uit de familie Phasmatidae. De wetenschappelijke naam van dit geslacht is voor het eerst geldig gepubliceerd in 1908 door Redtenbacher.

## Soorten
Het geslacht Erastus omvat de volgende soorten:
- Erastus apalamnus (Rehn, 1904)
- Erastus forcipatus Redtenbacher, 1908
- Erastus galbanus